# Peugeot en Top Race
Peugeot es una marca francesa de automóviles con alta tradición en el mercado automotor argentino. A nivel deportivo, esta marca tuvo una época dorada con su aparición en la década del '60 en la categoría Turismo Nacional, donde generó una gran rivalidad con la italiana Fiat, la cual está considerada como la tercera rivalidad de importancia en el automovilismo argentino. Esta marca, también tuvo su cuota de gloria en el TC 2000 cuando a bordo de un Peugeot 405, Juan María Traverso se proclamó campeón en 1995.
En el Top Race la marca estuvo presente desde inicios de la década del 2000, siendo ganadora justamente en el año 1999 del título del Top Race Original. Paradoja del destino, el campeón nuevamente sería Juan María Traverso y su coche nuevamente sería el Peugeot 405, por lo que repitió lo logrado en el año '95 en el TC 2000, con la misma marca y modelo.
Cuando la categoría evolucionó a Top Race V6 en el año 2005, fue homologado el modelo Peugeot 406, el cual fue utilizado bajo el nombre de 406 TRV6 hasta el año 2006. Luego de ese año, la categoría reemplazaría al representante de la marca francesa por el Peugeot 407, homologado como 407 TRV6. Su desarrollo y aparición en el TRV6, duró hasta mediados del año 2009, cuando sus pilotos decidieron abandonar la marca, sin que nadie se interese en volver a competir con esta unidad.
En su haber, la marca solamente cuenta con el título obtenido por Traverso en 1999 a bordo de su Peugeot 405, modelo que utilizara para reemplazar a su anterior unidad, un Mercedes-Benz Clase C.

## Historia
La marca Peugeot había llegado al Top Race a comienzos de la década del 2000. Sus primeros abanderados en esta disciplina, fueron los pilotos Juan María Traverso y Julio Catalán Magni, quienes obtuvieron a bordo de sendos Peugeot 405 grandes resultados, siendo Traverso campeón en 1999. En el año 2004, Julio Catalán Magni competiría en las primeras fechas con su Peugeot, reemplazándolo finalmente por un Citroën Xsara. En estos años, otros pilotos que llegaban piloteando modelos Peugeot fueron Omar Martínez (2003 con un Peugeot 406) , Néstor Riva (2003 y 2004 con 405) y Edgardo Lavari y Martín Ferrari (ambos en 2004 con los modelos 406 y 405 respectivamente). La participación de los Peugeot 405 en el Top Race, duró hasta la cancelación de esta divisional, a mediados de 2006.
En el año 2005, fue inaugurado el Top Race V6, siendo elegidos para competir los modelos de alta gama de las marcas más populares del automovilismo argentino. En este caso, Peugeot fue representado a través de su modelo Peugeot 406, el cual fue homologado como 406 TRV6. En el año inauguración, el número de pilotos de Peugeot fue de tres unidades, siendo los más recordados los modelos que representaban al Racing Club de Avellaneda (piloteado por Nicolás Filiberti) y al Arsenal Fútbol Club (piloteado por Edgardo Lavari). Al año siguiente, el número se reduciría paulatinamente, siendo anunciado para el año 2007 el desarrollo de una nueva unidad.
Esta unidad que reemplazó al 406 TRV6 estaba basada en el modelo Peugeot 407, siendo homologada como 407 TRV6, modelo que debutó en 2007 y cuyo primer ganador fuera Juan Cruz Álvarez. Al año siguiente, la categoría reformularía su parque automotor, siendo incluido el Peugeot 407, junto a tres marcas más (Ford, Mercedes-Benz y Volkswagen). En este año, haría su presentación los pilotos Lionel Ugalde y Agustín Canapino con dos unidades 407, llevándose dos triunfos cada uno, y terminando Ugalde en la tercera ubicación.
Sin embargo el rendimiento de este modelo comenzó a decaer, provocando un progresivo cambio de marca por parte de sus pilotos, lo que terminaría desembocando en la desaparición de la misma y la posterior anulación del modelo, de los patrones de homologación para el año siguiente.
De esta forma, se cerraba la historia de la maca del león dentro del Top Race. Su único lauro, fue conseguido en el antiguo Top Race, de la mano de Juan María Traverso en el año 1999, con un Peugeot 405.

## Palmarés
| Título  | Categoría | Piloto              | Automóvil       | Año  |
| ------- | --------- | ------------------- | --------------- | ---- |
| Campeón | Top Race  | Juan María Traverso | Peugeot 405 (*) | 1999 |

(*): Este año, había arrancado corriendo con un Mercedes-Benz Clase C, pero finalmente cambiaría por un Peugeot 405, cerrando el año con esta unidad.

## Pilotos ganadores con la marca en TRV6
- Juan Cruz Álvarez
- Lionel Ugalde
- Agustín Canapino